# Человек из Граубалле

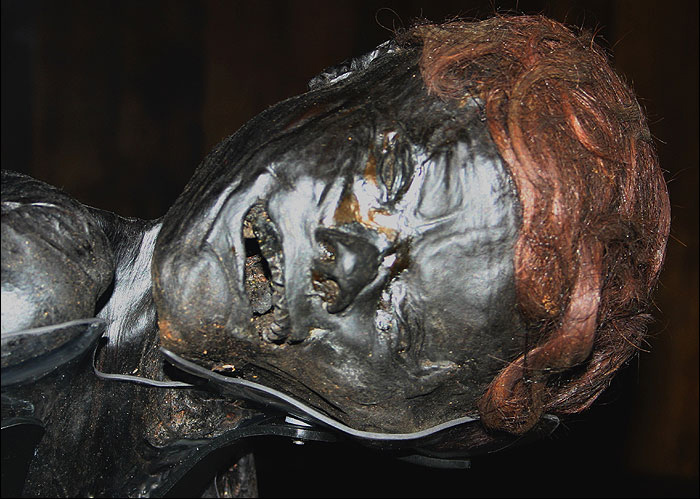
Голова человека из Граубалле

Человек из Граубалле (дат. Grauballemanden) — так назвали одно из наиболее хорошо сохранившихся болотных тел. Человек был обнаружен 26 апреля 1952 года в торфяном болоте в окрестностях Силькеборга, Дания.

## Описание
Тело человека из Граубалле очень хорошо сохранилось (на кистях рук присутствуют ногти, а на голове — волосы). Лишь его лицо несколько деформировано. Судя по перерезанному от уха до уха горлу, он был убит и затем брошен в болото. Кроме того, у него оказалась сломана нога, что, по предположению учёных, произошло уже после его гибели. Череп его был слегка деформирован либо из-за давления, оказывавшегося торфяником, либо из-за того, что на болоте велась добыча торфа.
Согласно результатам радиоуглеродного анализа, человек из Граубалле жил примерно в тот же период, что и человек из Толлунда, то есть в эпоху железного века, и умер около 290 года до н. э. В момент гибели ему было приблизительно 30 лет, он обладал ростом около 175 см. Его одежда истлела и потому не сохранилась. Исследование пищеварительного тракта помогло определить состав его пищи — в основном она состояла из зёрен и семян. Были обнаружены и мелкие кости, свидетельствующие о том, что незадолго до смерти он ел мясо.
Как и в случае находок из других болот, эксперты расходятся во мнениях, был ли человек из Граубалле принесён в жертву богам или казнён.
В настоящее время тело человека из Граубалле выставлено в музее датского города Орхус.